# C.O.P. – Stalowa Wola
C.O.P. – Stalowa Wola – polski film dokumentalny z 1938 roku. Autorem scenariusza i reżyserem był Jerzy Gabryelski, zaś za opracowanie literackie odpowiadał Jan Ulatowski.
Zdjęcia kręcono w ośrodkach Centralnego Okręgu Przemysłowego: Dębicy, Jaśle, Rożnowie, Sandomierzu, Stalowej Woli.
31 maja 1939 Ministerstwo Wyznań Religijnych i Oświecenia Publicznego poleciło film uwadze kuratoriów jako zasługujący ze względów wychowawczych na obejrzenie przez młodzież szkolną.